# Aldegonde de Maubeuge
Pour les articles homonymes, voir Sainte Aldegonde et Aldegonde.

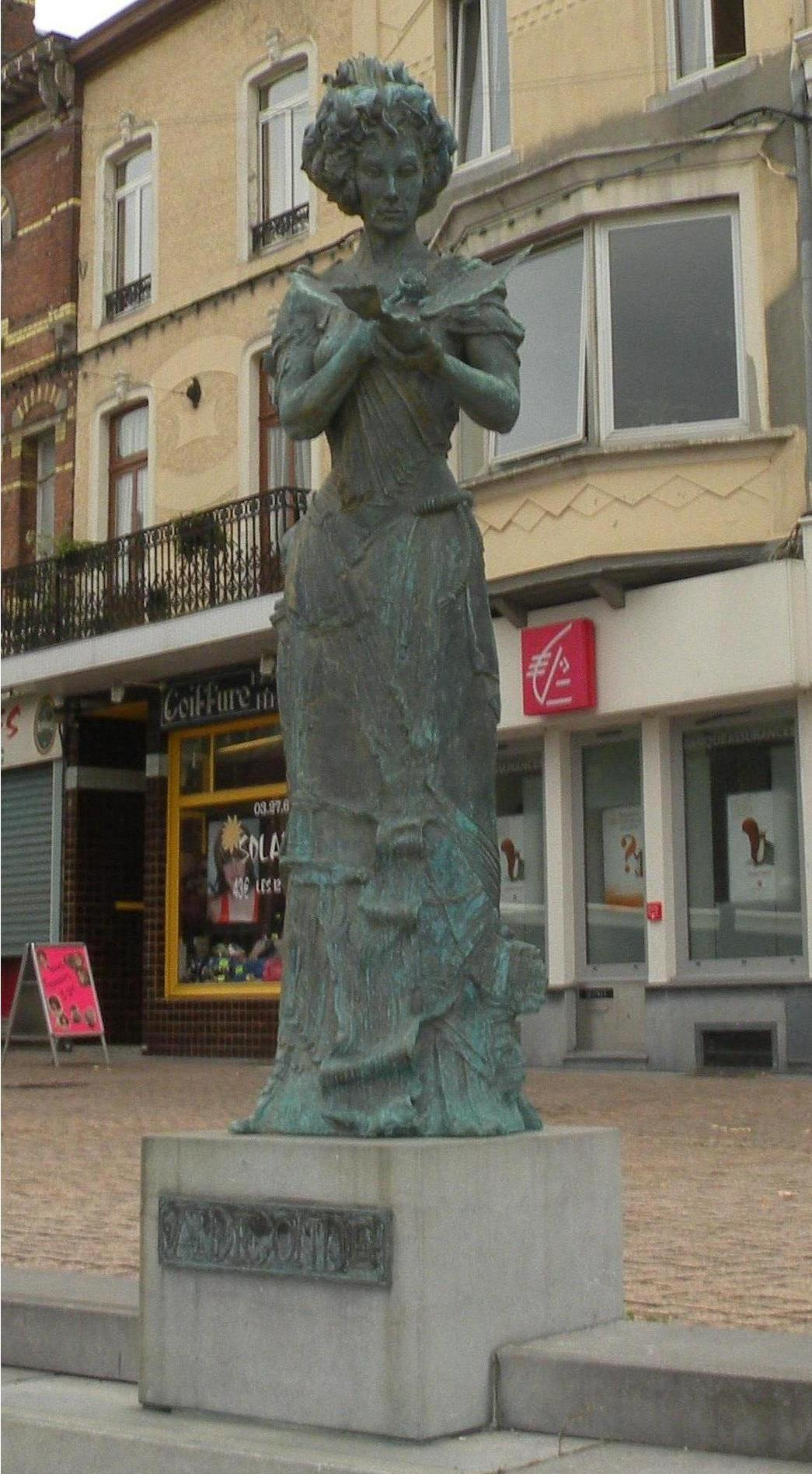
Statue d'Aldegonde de Maubeuge à Hautmont.

Armoiries d'Alken, commune du Limbourg belge, représentant sainte Aldegonde.

Aldegonde de Maubeuge (en latin Adelgundis) ou Sainte Aldegonde, née à Cousolre vers 630 et morte en 684 dans le cloître mixte de Maubeuge qu'elle fonda au bord de la Sambre.
C'est une sainte chrétienne fêtée le 30 janvier.

## Biographie
Aldegonde était la fille de Walbert (Waldebertus), régent de Clotaire II dans la région de la Sambre et de la Meuse, et de Bertille (Bertilla) de Thuringe. Sa sœur était sainte Waudru. Elle naît vers 630 à Cousolre.
Initiée au christianisme par l'évêque saint Amand, elle refuse les mariages arrangés par ses parents, quitte sa maison afin de rejoindre le monastère de Mons fondé par sa sœur.
Elle fonda le cloître mixte de Maubeuge où elle se retire en 659. Les travaux ne seront terminés qu'en 661, date à laquelle, elle devint la première abbesse. Elle y mourut le 30 janvier 684, probablement d'une tumeur cancéreuse.
Aldetrude (Adeltrudis), puis Madelberte, ses nièces, lui succédèrent.

## Postérité
Plusieurs paroisses portent son nom, dont Sainte Aldegonde en Val de Sambre, dans le diocèse de Cambrai.
On invoque sainte Aldegonde contre la mort subite et les maladies contagieuses, les maux de tête, les crampes, chancres, contre la fièvre. Outre la guérison des cancers, on la prie pour que les enfants marchent sans difficultés. À la belle saison, on peut voir des bébés faire leurs premiers pas dans le faubourg Sainte-Aldegonde à Maubeuge.
L'église Saints-Pierre-et-Paul abrite, dans le centre de Maubeuge, le trésor de la sainte, dont un remarquable reliquaire du XVe siècle, une crosse et des bannières qui servaient aux processions.
Les reliques de sainte Aldegonde sont conservées dans deux châsses de l'église Saint-Pierre-et-Saint-Paul de Maubeuge. Sa fête est célébrée le 30 janvier.

## Iconographie
Aldegonde est représentée avec un livre dans une main et une crosse dans l'autre.

## Lieux d'invocation
En Belgique, des églises sont consacrées à sainte Aldegonde à Ophain-Bois-Seigneur-Isaac, Hérinnes, Baisieux, Écaussinnes-Lalaing, Froidchapelle, Mont-Sainte-Aldegonde, Noirchain, Rance, Recht et Balâtre. En France, le lieu principal de culte est Maubeuge.

## Astronomie
- L'astéroïde (929) Aldegonde, a été nommé en son honneur.